# Ḩasanjān
Ḩasanjān (persiska: حسنجان) är en ort i Iran.   Den ligger i provinsen Östazarbaijan, i den nordvästra delen av landet, 400 km nordväst om huvudstaden Teheran. Ḩasanjān ligger 1 726 meter över havet och antalet invånare är 319.
Terrängen runt Ḩasanjān är varierad.Runt Ḩasanjān är det ganska glesbefolkat, med 47 invånare per kvadratkilometer. Närmaste större samhälle är Sarāb, 14,2 km nordväst om Ḩasanjān. Trakten runt Ḩasanjān består i huvudsak av gräsmarker.